# Országos Tulipánkert Szövetség
Az Országos Tulipánkert Szövetség (majd Tulipánszövetség Magyar Védőegyesület) 1906 áprilisában alakult a magyar mágnásnők által még március 15-én kezdeményezett mozgalomból. Magában foglalta a magyar élet vezetőit, ipari vásárokat, estélyeket, zsúrokat rendezett, hogy ébren tartsa, élesztgesse a lelkesedést a magyar ipar termékei iránt.

## Története

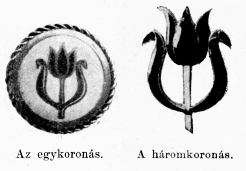
A Tulipánkert-mozgalom jelvénye kétféle kivitelben

1906. március 15-én magyar nők, élükön a magyar társadalom első asszonyaival, mozgalmat indítottak, amit az 1905–1906-os magyarországi belpolitikai válság hívott életre. Egyes források, például Rapaics Raymund szerint a nemzeti mozgalom részben inkább politikai okokból indult az úgynevezett „darabontkormány” ellen és a koaliciós kormány megalakulásával ért véget, amikor is politikai céljaik támogatására a politikusok hozzátartozói tulipánkertek alapítására hívták fel a társadalmat – háromszáz évvel az első európai tulipánkertek alapítása után –, amit a kereskedelem is igyekezett kihasználni.
A Tulipánkert-mozgalom alapítói
- Almásy Dénesné grófné,
- Almásy Györgyné grófné,
- Almásy Imréné grófné,
- özvegy Almásy Kálmánné grófné,
- Andrássy Aladárné grófné,
- Andrássy Tivadarné grófné,
- Andrássy Sándorné grófné,
- Ángyán Béláné dr.né,
- Apponyi Albertné grófné,
- Bánffy Györgyné báróné,
- ifjabb Bánó Józsefné,
- Baross Károlyné,
- Bartha Miklósné,
- Barkóczy Hana bárónő,
- Batthyány Gézáné grófné,
- Batthyány Francziska grófnő,
- Batthyány Józsefné grófnő,
- Batthyány Lajosné grófné,
- Batthyány Tivadarné grófné,
- Benes Józsefné,
- Bethlen Istvánné grófné,
- Benczúr Gyuláné,
- Beniczky-Batthyány Ilona grófnő,
- Benyovszky Sándorné grófné,
- Bókay Árpádné,
- Czebrián Istvánné grófné,
- Czebrián Mária grófné,
- Cziráky Erzsébet grófnő,
- Chorin Ferenczné,
- Darányi Gyuláné,
- Dessewffy Aurélné grófné,
- Dessewffy Emilné grófné,
- Fejérváry Czelesztin,
- Földes Béláné,
- Förster Aurélné,
- Gál Jenőné,
- Hadik-Barkóczy Endréné grófné,
- Hadik Jánosné grófné,
- Hainiss Gézáné úrné,
- Hammersberg Lászlóné,
- Hammersberg Miklósné,
- Holló Lajosné,
- Hoitsy Pálné,
- Hubay-Czobrián Jenőné,
- Huszár Miklósné,
- Jekelfalussy Zoltánné,
- Jeszenszky Stodorné báróné,
- Justh Gyuláné,
- Kaas Ivánné báróné,
- ifjabb Károlyi Gyuláné grófné,
- Károlyi Imréné grófné,
- Kállay Frigyesné,
- Kétly Károlyné úrné,
- Lónyay Menyhértné grófné,
- Majláth Józsefné grófné,
- Moskovits Gézáné,
- Okolicsányi Dezsőné,
- Ordódy Béláné,
- Pallavicini Edéné őrgrófné,
- Prónay Dezsőné báróné,
- Stauchbauer Matild,
- Révay Simonné báróné,
- özvegy Ritoók Emma
- özvegy Rudnay Józsefné,
- Sennyey Gézáné báróné,
- Semsey Lászlóné,
- Széchényi Natália grófné,
- Széchényi Imréné grófné,
- Széchényi Viktorné grófné,
- Szederkényi Nándorné,
- Szereday Aladárné,
- Sztáray Sándorné grófné,
- Teleky Árvédné grófné,
- Tihanyi Béláné,
- Tóth Istvánné,
- Vay Ádámné grófné,
- Vay Gáborné grófné,
- Vécsey Józsefné báróné,
- Végess Gyulánné,
- Wekerle Sándorné úrné,
- Wesselényi Miklósné báróné,
- Wlassics Gyuláné,
- Zichy Aladárné grófné,
- Zichy Nándorné grófné,
- Zichy Béla Rezsőné grófné,
- Zichy Lívia grófnő,
- Zichy Meskó Jakabné grófné,
- Zichy Rezsőné grófné,
- Zichy Wladimirné grófné.

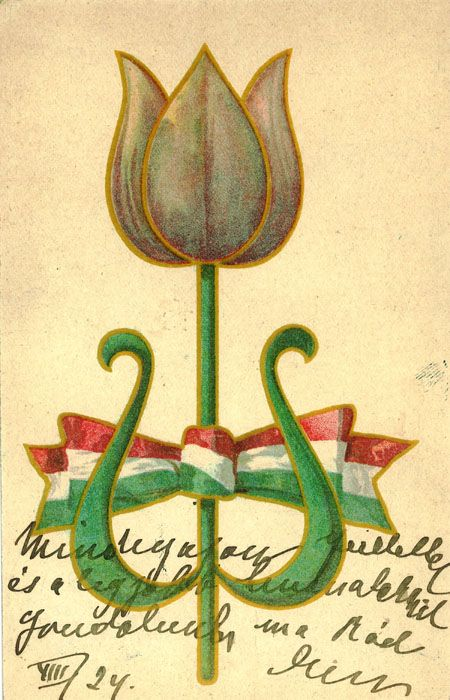
Képeslap a jelképpel 1906-ból

A magyar eszme sikerének külső jellel is bizonyítékát adták: a mozgalom jelvényével, a magyar tulipánnal (Burger Lajos alkotása nyomán), amelyet büszkén hordtak, annak ismertető jeleként. Öt pontba tömörítették a programrajukat: 
1. Tüntető állásfoglalás minden nemzeti eszme, mozgalom és törekvés mellett s minél hathatósabb közreműködés arra, hogy semmi, ezzel ellenkező irányzat a társadalomban érvényesülni ne tudjon.
2. A megalkuvást nem ismerő nemzeti érzés ápolása a családi életben s főként a nevelés terén.
3. Minden fényűzésnek és nélkülözhető kedvtelésnek mellőzése mindaddig, míg a nemzetre szakadt „nyomor és szenvedés“ enyhítésére van szükség, amennyiben a magyar kulturtörekvéseknek nem árt.
4. Minden a nemzeti jellegű és önállóság előmozdítását célzó társadalmi, művelődési, vagy gazdasági vállalkozás és kezdeményezés buzgó támogatása.
5. Elsősorban saját példánkkal, de egyszersmind minél szélesebb körű agitációval való közreműködés arra, hogy magyar ember lehetőleg minden szükségletét magyar termelőktől és iparosoktól, magyar eredetű cikkekből szerezze be.[4]

1906 áprilisára szükségessé vált az addigi „szervezetlen” mozgalom intézményesülése. Még a belügyminisztériumi jóváhagyás előtt, 1906. április 21-én megtartották az alakuló közgyűlést.
Az Országos Tulipánkert Szövetség elnöke Batthyány Lajos gróf lett. Alelnökök: özv. gróf Andrássy Tivadarné  gróf Zichy Eleonóra, özv. Bartha Miklósné, Chorin Ferenc és Rákosi Jenő lettek. Az igazgatótanács tagjai: gróf Almásy Dénesné gróf Károlyi Ella, gróf Batthyány Lajosné gróf Andrássy Ilona, Apponyi Albertné grófné, Bán Dezsőné, Thék Endréné, Benczúr Gyuláné, Batthyány Tivadarné grófné, Holló Lajosné, Teleki Arvéd gróf, Zichy Jenő gróf Bethlen István gróf, Batthyány Tivadar gróf, Feszty Árpád, Fábry Sándor, Bernáth István és Lázár Pál. A felügyelő-bizottság tagjai: Harkányi János báró, Jálics Ferencz, Tschögl Henrik, Lehne Hugó és Hentaller Lajos voltak. Választottak egy 300 tagú választmányt, amelynek joga volt magát még 200 taggal kiegészíteni. A választmányban a mágnáshölgyek nagy számmal voltak képviselve. Ezt követően sorban alakították meg városokban és községekben a fiókszövetségeket.
| „                             | „A magyar nemzet nemzeti jellegének erősítése, fejlesztése, anyagi és erkölcsi istápolása a szellemi és anyagi munka minden terén. A szövetségnek tagja lehet minden magyar honpolgár korra, nemre, állásra, foglalkozásra és bármi egyéb, emberek közt fenforgó különbségre való tekintet nélkül, aki kötelezi magát arra, hogy a) a Tulipánkert tulipán-jelvényét állandóan viseli, b) állandóan magával hord egy második tulipán-jelvényt és azt oly ismerősének, aki a jelvényt nem viseli, készpénzért eladja; c) amint a második jelvényt eladta, azonnal ismét újat szerez, hogy megint eladja.” | ” |
| – Az egyesület célja 1906-ban | |   |

Hamarosan megjelent Tulipánkert-Emlékalbum címmel Kun József Jenő szerkesztésében, a legkiválóbb írók, költők, tudósok, publicisták, politikusok s más jeles emberek közreműködésével egy a szövetségnek ajánlott kiadvány, ami jövedelmének 50%-át ajánlotta fel, a Műegyetemi Athletikai- és Football-Club pedig május 1-én országos athletikai viadalt és az egyetemek közti football-mérkőzést szervezett a szövetkezet céljaira.
Még az év december 12-étől (a szakmai megnyitót már 9-én megtartották) kezdődő nagyszabású karácsonyi, magyar népipari vásárt rendeztek. A szervezés nagy és hatalmas munkáját az akkori lapok szerint Batthyány Lajosné grófné vezetésével Andrássy Tivadar gróf özvegye és Hadik-Barkóczy Endréné grófné végezték.
A Tulipánkert Szövetség vasárnaponként Tulipán-zsúrokat is rendezett hangversennyel egybekötve.
1907-ben egyesült a (még 1903-ban alakult) Magyar Védő-Egyesülettel, Tulipánkert Védőegyesület/Tulipánszövetség Magyar Védőegyesület néven Batthyány Pál főispán vezetésével, az országos elnök Batthyány Lajos maradt.
A két szervezetből összeolvadt egyesület még egy-két esztendeig megpróbálta az osztrák iparral szembeni ellenállást, de 1909-ben Batthyány Lajos gróf otthagyta az elnöki széket, miután nem sikerült fúzióba hozni a szintén általa vezetett (1906-ban alakult) Országos Iparpártoló Szövetséggel, ami ezt követően az Országos Iparegyesületbe tagozódott. 1910-től a központi szervezet már nem használta nevében sem a „tulipán” szót, és ettől kezdve magyar védőegyesület néven igyekezett híveket szerezni a magyar ipar ügyének. Ezen a néven még az 1930-as évek elején is működött.

## Ifjúsági szervezete
Az egyesület ifjúsági szervezete, a Sorompó országos iparvédő liga még 1906 áprilisában, Kolozsváron alakult, ahol az egyetemi ifjúság Pólya Antal elnöklésével, Szabó rektor és Pósta professzor jelenlétében gyűlést tartott az iparpártoló mozgalom dolgában. Orbók Lóránt előterjesztésére egyhangúlag kimondták, hogy „Sorompó” elnevezéssel ligát alakítanak és csatlakoznak a védőegyesülethez. A liga tagjai a magyar ipart pártolták, a tulipánt kötelezően viselték. A helyi kezdeményezés szeptemberben vált országossá. A november 18-án tartott diszgyűlésen a Vigadóban, a liga védnökévé gróf Bánffy Miklós főispánt, díszelnökévé Apáthy Istvánt választották. December 8-án az új Országos Nemzeti Színház épületben (az addigi Népszínház) nagyszabásúnak tervezett matinéjának díszvédnökeivé Kossuth Ferenc és Apponyi Albert kérettek fel. A tisztikart 1907 decemberében egyhangúlag a következőképen alakították meg: az elnök Téglás Géza, a társelnökök: dr. Hoffmann Ottó, dr. Zsembery István, dr. Hindy Zoltán, Melha Armand, dr. Gyökössy Endre, és dr. Zsitvay Tibor; alelnökök: Kálmán Dezső, Mihályi Lajos, Pogány Pál, ifj. Balogh Lajos, Hronyecz Antal; és a többi. A szervezet 1916-ban még működött. Hivatalos közlönye az 1898–1919 között megjelent Egyetemi Lapok volt.
1906 márciusában Budapesten is alakult egy ifjúsági szervezet Hazafias liga néven, ami közvetlen a Tulipánkert-mozgalommal működött együtt. Intézőbizottságának tagjai a következők voltak: Batthyány Gyula gróf, Kaas Albert báró, Gencsy Béla, Prónay György báró, Prónay Gábor báró, Justh Lajos, Wlassits Gyula, Rakovszky Iván, Podhajeczky Aladár, Jeszenszky Sándor, Révay László báró, Károlyi József gróf. Egy külön olcsóbb, törvényesen védett angyalos tulipán-diákjelvényt is forgalomba hoztak a diákság részére.